# Gheorghe Grigorovici

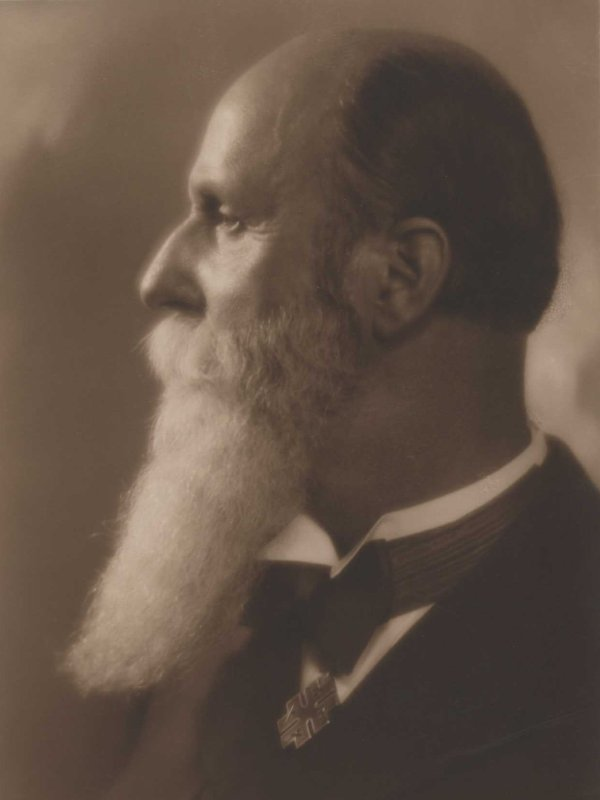
Gheorghe Grigorovici um 1939

Gheorghe Grigorovici (auch Georg Grigorovici; * 4. Mai 1871 in Storozynetz, Bukowina; † 18. Juli 1950 in Bukarest) war ein rumänischer Journalist und Politiker. Er war Abgeordneter zum Österreichischen Abgeordnetenhaus, Abgeordneter der rumänischen Abgeordnetenkammer, Mitglied des  Senats und Unterstaatssekretär im rumänischen Außenministerium.

## Leben
Griorovici wurde als Sohn des Oberlehrers Basile Grigorovici geboren und besuchte zwischen 1885 und 1892 das Gymnasium in Radautz. Er studierte zwischen 1892 und 1901 Medizin und Philosophie bzw. Sprachwissenschaften an der Universität Wien und arbeitete zwischen 1897 und 1913 als Redakteur der sozialdemokratischen Zeitung Volkspresse in Czernowitz. Zudem war er von 1906 bis 1911 als Redakteur der sozialdemokratischen Zeitung Lupta („Kampf“) aktiv, die ihren Sitz ebenfalls in Czernowitz hatte. Zudem arbeitete Grigorovici  ab 1905 als Sekretär der sozialdemokratischen Partei in der Bukowina. Während des Ersten Weltkriegs war er Amtsleiter der Bukowiner Flüchtlingsvorsorge und nach Kriegsende Direktor der Sozialversicherungsanstalt in Czernowitz.

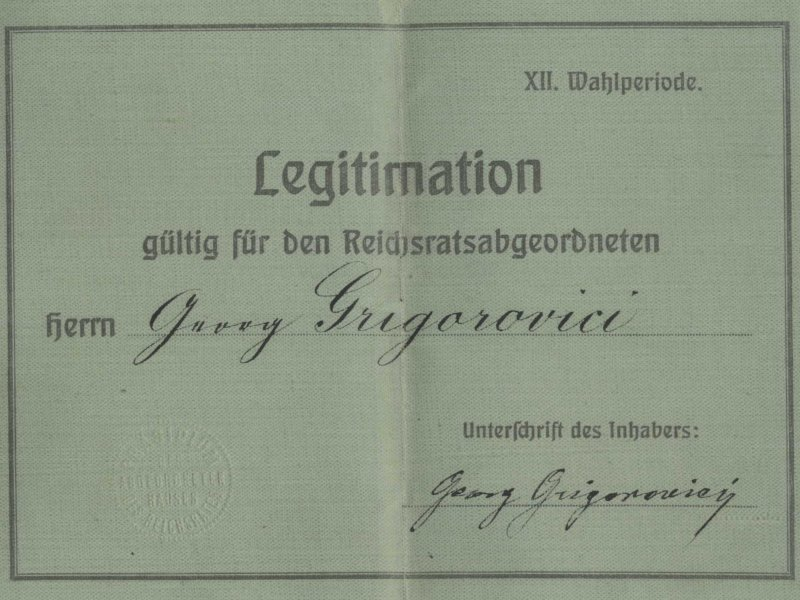
Österreichisch-ungarische Abgeordnetenlegitimation für Georg Grigorovici

Grigorovici, der Bürgermeister von Budenitz war, trat bei der Reichsratswahl 1907 erstmals für die Wahl zum Abgeordnetenhaus an und setzte sich im Wahlbezirk Bukowina 2 gegen seine Mitbewerber durch. Bei der Reichsratswahl 1911 konnte er sein Mandat erfolgreich verteidigen, wodurch er zwischen dem 17. Juni 1907 und  dem 12. November 1918 Vertreter dieses Wahlkreises im Abgeordnetenhaus war. Er gehörte dabei dem Klub der deutschen Sozialdemokraten an. In den letzten Jahren der k.u.k-Monarchie tat er sich als vehementer Befürworter der Vereinigung der Bukowina und aller weiteren rumänischsprachigen Gebiete Österreich-Ungarns mit Rumänien hervor.
1920 wurde Grigorovici Mitglied des rumänischen Abgeordnetenhauses, später des Senats. Von 1936 bis zum Verbot aller Parteien wirkte Grigorovici zudem als Obmann der sozialdemokratischen Partei Rumäniens. 
Grigorovici war von 1939 bis 1940 Unterstaatssekretär im Außenministerium Rumäniens und wurde nach der kommunistischen Machtübernahme 1949 verhaftet. Er starb in der Folge 1950 im Gefängnis Văcărești in Bukarest. Seine Gattin, die Ökonomin Tatiana Grigorovici, mit der er seit 1903 verheiratet war, nahm sich 1952 aus Angst vor Verhaftung das Leben. Sein Sohn Radu Grigorovici war Vizepräsident der rumänischen Akademie der Wissenschaften.